# 八尾警察署
八尾警察署（やおけいさつしょ）は、大阪府警察が管轄する警察署の一つ。
警察署庁舎老朽化のため、移転建替えが決定しており、新庁舎用地は同市荘内町2丁目の大阪府中河内府民センター敷地で検討されている。

## 所在地
- 大阪府八尾市高町3番18号
  - JR関西本線（大和路線） 八尾駅
  - 近鉄大阪線 近鉄八尾駅

## 管轄区域
- 八尾市 （平野警察署の管轄区域を除く）
- 東大阪市友井五丁目6番 （大阪中央環状線西側以東の区域）

## 交番
- 恩智交番 - 八尾市曙川東二丁目2番地
- 亀井交番 - 八尾市竹渕東一丁目20番地
- 萱振交番 - 八尾市萱振町三丁目122番地の1
- 北山本交番 - 八尾市山本町北五丁目14番16号
- 木本交番 - 八尾市大字木本107番地の3
- 久宝寺口交番 - 八尾市佐堂町三丁目1番a-17号
- 近鉄八尾駅前交番 - 八尾市光町一丁目507番地
- 幸町交番 - 八尾市幸町三丁目109番地の2
- 志紀交番 - 八尾市志紀町三丁目16番地
- 太子堂交番 - 八尾市南太子堂三丁目1番75号
- 田井中交番 - 八尾市老原一丁目6番地
- 高安駅前交番 - 八尾市山本高安町一丁目1番42号
- 西久宝寺交番 - 八尾市西久宝寺261番地　久宝寺緑地内
- 服部川交番 - 八尾市服部川五丁目2番地
- 本町交番 - 八尾市本町一丁目1番43号
- 八尾駅前交番 - 八尾市安中町三丁目9番18号
- 八尾木交番 - 八尾市八尾木四丁目11番地
- 山本交番 - 八尾市山本町一丁目1番10号